# Feta Ahamada
Feta Ahamada (sinh ngày 24 tháng 6 năm 1987 tại Clichy-la-Garenne, Pháp) là vận động viên chạy nước rút điền kinh người cạnh tranh quốc tế cho Comoros. Cô đã từng tham gia cả Thế vận hội Mùa hè 2008 tại Bắc Kinh, Trung Quốc và tại Thế vận hội 2012 ở London, Vương quốc Anh.

## Điền kinh
Cô giữ một cá nhân tốt nhất trong 100 mét 11,59 giây. Thi đấu tại Giải vô địch thế giới IAAF năm 2011 về điền kinh, được tổ chức tại Daegu, Hàn Quốc, Ahamada đại diện cho quốc gia của mình vào ngày 27 tháng 8 trong vòng sơ khảo. Cô đứng thứ hai trong đợt nóng thứ hai, với thời gian 12,27 giây, sau Delphine Atangana của Cameroon. Trong lượt thứ sáu của vòng tứ kết vào ngày 28 tháng 8, cô đã hoàn thành trong thời gian 12,22 giây, ở vị trí thứ bảy. Tốc độ này chậm hơn 1,1 giây so với người chiến thắng của sức nóng, Myriam Soumaré của Pháp.

### Thế vận hội
Ahamada đại diện cho Comoros tại Thế vận hội Mùa hè 2008 ở Bắc Kinh, Trung Quốc. Cô thi đấu ở cự ly 100 mét và đứng thứ sáu trong sức nóng của mình mà không tiến vào vòng hai. Cô chạy quãng đường trong khoảng thời gian 11,88 giây, khoảng 0,55 giây sau người chiến thắng, Ivet Lalova của Bulgaria. Tuy nhiên, cô đã đi trước Fatou Tiyana của Gambia (12,25 giây) và Beauty Nazum Nahar từ Bangladesh (12,52 giây).
Cô xuất hiện trong một triển lãm ảnh của phụ nữ Ả Rập trong thể thao ở London, Vương quốc Anh, ngay trước Thế vận hội Mùa hè 2012 ở cùng thành phố. Cô nói khi thảo luận về triển lãm của mình, "Nếu che thân hoặc tóc khiến bạn cảm thấy thoải mái, đó không phải là khuyết tật, đó chỉ là môn thể thao. Mọi người nên muốn họ muốn. "  Tại Thế vận hội Luân Đôn, cô đã giành được sức nóng 100 mét nữ trong thời gian 11,81 giây vào ngày 3 tháng 8. Ở tứ kết, cùng ngày, Ahamada đã bị loại sau khi đăng một thời gian 11,86 giây và kết thúc ở vị trí thứ bảy.